# A Voz de Timor
A Voz de Timor foi o primeiro jornal do Timor Português e, portanto, o primeiro da história de Timor-Leste. Era um meio de imprensa escrita impresso pelo governo português como jornal semanal. O primeiro número foi publicado em 16 de agosto de 1959 até a sua última publicação em 1975, quando Timor-Leste conquistou a independência de Portugal antes da invasão indonésia. A Voz de Timor foi, juntamente com o semanário Seara da Arquidiocese de Díli (fundado em 1973), os dois meios de comunicação impressos de maior circulação nesse período colonial, ambos em língua portuguesa.
Muitos intelectuais e escritores timorenses que mais tarde desempenharam um papel importante no processo de independência e formação de Timor-Leste como Estado soberano, contribuíram com artigos e publicações para o jornal. Destacam-se entre eles José Ramos-Horta, Francisco Borja da Costa e Xanana Gusmão.  O diretor do jornal era Francisco Lopes da Cruz.
Além de publicar artigos sobre atualidades e notícias de interesse geral, também incluía artigos sobre cultura e folclore local. O poeta e escritor Inácio de Moura publicou uma série de lendas do povo Kemak.